# Johannes Rivius
Johannes Rivius (* 1. August 1500 in Attendorn; † 1. Januar 1553 auf seinem Landgut bei Meißen) war ein als Pädagoge und Theologe tätiger Humanist. Er verfasste eine Vielzahl von Schriften, darunter einen Kommentar zu den Werken Sallusts.

## Leben

### Jugend und Studium
Johannes Rivius wurde am 1. August 1500 im sauerländischen Attendorn geboren. Dort wirkte zu dieser Zeit der Pfarrer Tilman Mülle, der an der Schule von Deventer bei dem Humanisten Alexander Hegius studiert hatte und dort auch in die Alten Sprachen Griechisch und Latein eingeführt worden war. Rivius wurde mit einigen anderen Schülern in den Haushalt des Pfarrers aufgenommen und lernte dort vor allem Latein aus antiken und mittelalterlichen Dichtern. Zur Erholung und Erfrischung spielten die Schüler zusammen mit ihrem Lehrer im Pfarrgarten. Der Chor der Schüler sang auch beim Gottesdienst in der Stadtkirche von Attendorn. Dabei legte Mülle Wert darauf, dass die Schüler auch verstünden, was sie sangen. 
Im August 1516 verließ Rivius seine Heimatstadt, um ein Studium in Köln aufzunehmen. Dort schloss Rivius sich humanistisch orientierten Lehrern an, etwa Johannes Caesarius, Arnold von Wesel und Matthias Phrissemius. Im November 1517 wurde er Baccalarius, im März 1519 Magister artium.

### Lehrtätigkeiten
Zunächst arbeitete Rivius als Lehrer an St. Maria ad Gradus in Köln. Dort blieb er bis zur Jahresmitte 1523. Im Sommer dieses Jahres unternahm Rivius eine Reise an den Oberrhein, wo er Klosterbibliotheken besuchte und alte Handschriften kennenlernte. Nach dieser Reise zog Rivius nach Leipzig, wo er die Bekanntschaft des Rektors der Thomasschule Caspar Borner sowie Hegendorfs und Tulichius’ machte.
Borner vermittelte Rivius zum Jahresbeginn 1524 eine bezahlte Lehrerstelle am Stadtgymnasium in Zwickau. Die Stadt stand reformatorischen Gedanken nahe, der Pfarrer dort war ein Freund Luthers und die regierenden Fürsten (bis 1525 Friedrich der Weise, nach dessen Tod Johann der Beständige) gegenüber der Reformation wohlwollend-tolerant. Thomas Müntzer war von 1520 bis 1521 dort Prediger gewesen. Er und die Zwickauer Propheten wie auch die Täufer hatten in Zwickau noch Anhänger, die in der Stadt für eine unruhige Atmosphäre sorgten. Rivius heiratete noch 1524 die Tochter eines angesehenen Zwickauer Bürgers und versuchte zu unterrichten, so gut es ging. 1527 gab er seine erste Schrift heraus, eine Schulausgabe eines Gedichts von Erasmus von Rotterdam, ergänzt durch drei eigene Strophen. Grund für die Publikation war wahrscheinlich der Mangel an geeigneten lateinischen Schultexten.

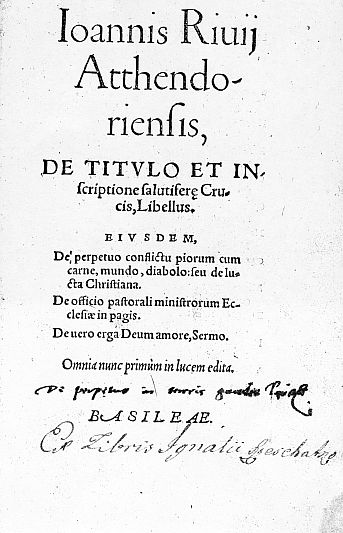
Erstausgabe eines Werkes von Rivius von 1549

1531 wechselte Rivius, dem die Zustände in Zwickau nicht entsprachen, in das katholische Annaberg, wo er Rektor des Stadtgymnasiums wurde. Dieses war reformbedürftig, hatte es doch in den weniger als zwanzig Jahren seit der Gründung mehr als ein halbes Dutzend Rektoren gehabt. Die Unterrichtsmethoden und Lehrinhalte waren rückständig und nicht auf der Höhe der Zeit, die Hilfslehrer schlecht qualifiziert. Rivius, dessen Gehalt mit 5 Dukaten eher dürftig war, reformierte die Schule in kurzer Zeit so gründlich, dass sie Schüler auch aus der weiteren Umgebung der Stadt anzog. Sein späterer Biograph Fabricius besuchte in Annaberg die von Rivius geleitete Schule und zählte später etwa ein Dutzend Ärzte, Rechtsgelehrte und Pädagogen auf, die ebenfalls in Annaberg bei Rivius gelernt hatten. Rivius erwarb ein Haus in Annaberg, das er jedoch bereits 1535 wieder verkaufte, um nach Marienberg umzusiedeln. Grund für diesen Umzug war, dass Rivius nach zwei Jahren in Streit mit der katholischen Geistlichkeit Annabergs geraten war. Rivius hatte sich gegen den überlieferten Text alter lateinischer Kirchengesänge in der Liturgie ausgesprochen, der Stadtpfarrer beschwerte sich daraufhin beim Herzog in Dresden. Rivius trat als Rektor des Stadtgymnasiums zurück und unterrichtete fortan Schüler in seinem Privathaus.
Auch in Marienberg übernahm Rivius kein Schulamt, sondern unterrichtete weiter privat. Daneben widmete er sich seinen Studien, die 1541 in Leipzig gedruckte Schrift Descriptio Marienbergi, eine Huldigung an Marienberg in der humanistischen Tradition des Städtelobs, entstand in dieser Zeit. In Marienberg traf Rivius auch erstmals auf Herzog Heinrich, seinen späteren Dienstherrn.
1536 kehrte Rivius in den Schuldienst zurück und war zunächst bis 1537 in Schneeberg Rektor des dortigen Gymnasiums. Von dort berief ihn Herzog Heinrich 1537 als Rektor an das Gymnasium seiner Residenzstadt Freiberg, das zu Beginn des Jahrhunderts einen guten Ruf genossen, aber an Niveau verloren hatte. Rivius stellte den Ruf in den vier Jahren seines Wirkens dort wieder her.

### Schulreformator und Fürstenberater
1539 wurde Rivius vom Meißener Bischof Johann VIII. von Maltitz gebeten, eine Schulreform für das Gebiet des Bistums auszuarbeiten. Hintergrund war, dass der protestantische Herzog Heinrich das albertinische Sachsen von seinem katholischen Bruder Georg dem Bärtigen geerbt hatte; der Bischof hoffte, durch die Reform einem Eingreifen der neuen protestantischen Regierung zuvorzukommen. Rivius stellte zwar das von ihm erbetene schulorganisatorische Programm auf, der Katholizismus wurde jedoch trotzdem aus den Schulen verdrängt.
1540 berief Herzog Heinrich Rivius als Prinzenerzieher Augusts von Sachsen. August hatte zuvor Rivius' Freiberger Schule besucht, nun sollte Rivius ihn an die Universität Leipzig begleiten und dort die Ausbildung des Prinzen leiten. Neben der Erziehung des Prinzen fand Rivius auch Zeit zur literarischen Arbeit.
1541 verstarb Herzog Heinrich und Augusts älterer Bruder Moritz wurde Herzog. August kehrte mit Rivius im Gefolge nach Dresden zurück, wo Rivius zum Berater des Herzogs in kirchlichen Angelegenheiten und im Bildungswesen wurde. 1544 gründete Moritz die Fürstenschulen in Pforta, Meißen und Merseburg und bestellte Rivius zum Schulinspekteur für die Fürstenschulen. Rivius verlegte seinen Wohnsitz nach Meißen. Er war maßgeblich bei der Lösung der Probleme, die sich aus der Überführung des Eigentums der aufgelösten Klöster in die Schulstiftungen ergaben, und stellte die Schulordnungen für die Schulen auf. Als Lehrer berief er Männer seines Vertrauens, darunter viele seiner ehemaligen Schüler, wie Fabricius.
Im Sommer 1552 brach in Meißen die Pest aus, Rivius blieb in der Stadt und wurde mit seiner Familie angesteckt. Rivius’ Frau Anna und sein jüngster Sohn Paul starben 1552, er selbst erlag am 1. Januar 1553 der Seuche. Sie wurden auf dem Friedhof von St. Wolfgang bestattet.
Ein gleichnamiger Sohn ging ebenfalls in den Schuldienst. Er wurde Rektor der Stiftsschule in Zeitz, dann am Stadtgymnasium in Halle. 1594 wurde er Inspektor des Gymnasiums in Riga und erscheint dann mehrfach als Gelehrter in Litauen und Lettland.

## Schriften

### Inhalt
Rivius Schriften können in drei Gruppen eingeteilt werden:
- grammatisch-philologische Schriften
- pädagogische Schriften
- theologisch-philosophische Schriften

Zu den grammatisch-philologischen Schriften zählt eine Grammatik des Lateinischen mit deutsch-lateinischen Erklärungen. Außerdem ersetzte Rivius die mittelalterlichen Schullesetexte durch die Lektüre klassischer Autoren, die er zu diesem Zweck herausgab. Nach Fabricius führte er auch neuartige Übungen in Wortkunde ein.
Unter den pädagogischen Schriften ragen die programmatischen Schriften für die sächsischen Fürstenschulen hervor, die zum Vorbild für die Programme entsprechender Institutionen anderer Fürsten wurden.
In seinen religiösen Schriften schloss sich Rivius der Kirchenkritik Luthers an. Zwei seiner Schriften, darunter De stultitia mortalium in procrastinanda vitae correctione, wurden im 16. Jahrhundert ins Englische übersetzt.

### Auswahl
- De dialectica libri sex, Leipzig 1539 (online)
- De rhetorica libri tres, Leipzig 1539 (online)
- In C. Sallustii Crispi Catilinam et Iugurtham Castigationum libri duo, Leipzig 1539 (online)
- De iis disciplinis, quae de sermone agunt, ut sunt grammatica, dialectica, rhetorica libri XVIII, Leipzig 1543 (online)
- Quo se pacto iuventus in hisce religionis dissidiis gerere debeat, libri duo, Basel [1545] (online)
- De erroribus pontificiorum seu de abusibus ecclesiasticis, Basel 1546 (online)
- De seculi nostri felicitate et hominum erga Dei benefica ingratitudine liber, Basel 1548 (online)
- De fiducia salutis propter Christum liber unus, Basel 1552 (online)
- De vita et moribus Christianorum libri tres, Basel 1554 (online)

## Ehrungen
In seiner Herkunftsstadt Attendorn wurde ihm zu Ehren 1975 das Städtische Gymnasium, das sich auf Tilmann Mülles Unterricht zurückführt, in Rivius-Gymnasium umbenannt. Seine Heimatstadt hat außerdem Ausgaben seiner Werke gesammelt.